# Melezio di Licopoli
Melezio di Licopoli (vissuto a cavallo fra III e IV secolo; fl. IV secolo) è stato vescovo di Licopoli in Egitto e capo di uno scisma di breve durata.

## Biografia

### Documenti sulla vita di Melezio
Vi è incertezza sia sulla sua data di nascita, sia su quella della sua morte, che su quella della sua nomina episcopale. Si può evincere, tuttavia, dagli atti di un concilio, tenutosi ad Alessandria d'Egitto nel 306, che nel 303 era già vescovo di Licopoli. In quell'occasione, Melezio fu deposto per vari motivi, tra cui il sacrificio in onore di alcuni idoli. Della sua vita si avevano solo scarsi riferimenti ricavati dalle opere di Atanasio di Alessandria fino al XVIII secolo, quando Scipione Maffei rinvenne un manoscritto a Verona contenente tre importanti documenti che trattavano dello scisma di Melezio in Egitto. Tali documenti, in lingua latina, sono indubbiamente autentici.
Il primo di tali documenti è una lettera di protesta scritta da quattro vescovi egiziani, Esichio, Pacomio, Teodoro, e Filea, datata, al più tardi, 307, data di inizio dello scisma, e, comunque, prima della sua scomunica, poiché gli altri vescovi lo definivano dilectus comminister in Domino (amato compagno ministro del Signore). "Abbiamo udito", dicevano i vescovi, "gravi affermazioni su Melezio, che è accusato di disobbedire la legge divina e le regole ecclesiastiche. Di recente, un certo numero di testimoni ha confermato le voci, pertanto ci sentiamo obbligati a scrivere questa lettera. Melezio è senza dubbio consapevole dell'antichissima legge che vieta ad un vescovo di ordinare al di fuori della sua diocesi. Tuttavia, senza alcun rispetto per tale legge, e senza alcuna considerazione per il grande vescovo e padre, Pietro di Alessandria, che era fuggito dalla città durante la persecuzione di Diocleziano, e per i vescovi detenuti, ha portato la confusione generale. Per giustificarsi, forse, dichiara che è stato costretto ad agire in questa maniera per non lasciare le comunità senza pastori. Tale difesa, tuttavia, è priva di valore, in quanto è stato nominato un certo numero di supplenti (circumeuntes). Fossero stati negligenti circa le loro funzioni, i loro falli avrebbero dovuto essere fatti presenti ai vescovi incarcerati. Se poi questi ultimi fossero stati martirizzati, ci si sarebbe potuti appellare a Pietro di Alessandria e quindi ottenere il potere di ordinare".
Il secondo documento è una nota anonima aggiunta alla precedente lettera così formulata: "Melezio, avendo ricevuto e letto la lettera, non vi ha prestato attenzione e non si è presentato né ai vescovi incarcerati, né a Pietro di Alessandria.
Dopo la morte di questi vescovi, Melezio riparò ad Alessandria. Qui, tra gli altri figuri che circolavano in città in quei giorni c'erano un certo Isidoro ed un certo Ario, apparentemente onorevoli ed ambedue desiderosi di essere ammessi al sacerdozio. Costoro, consapevoli delle ambizioni di Melezio e di ciò che aveva sempre cercato, lo approcciarono e gli comunicarono i nomi dei supplenti (circumeuntes) nominati da Pietro. Melezio scomunicò questi ultimi e ne ordinò altri due, uno dei quali detenuto in carcere, l'altro condannato ai lavori forzati. Una volta appresi questi fatti, Pietro scrisse al suo gregge di Alessandria. Da questa lettera si estrapola un passaggio che suona come segue: "Avendo udito", diceva Pietro, "che Melezio, senza prendere in considerazione la lettera dei beati vescovi e martiri, si è introdotto nella mia diocesi privando i miei incaricati dei loro poteri e consacrandone altri, vi consiglio di evitare qualsiasi comunione con lui fino a quando non lo possa incontrare faccia a faccia, alla presenza di uomini prudenti, e possa indagare su questa vicenda".
Inoltre, il rigorismo di Melezio si scontrò con l'orientamento penitenziale indulgente di Pietro d'Alessandria.

### Lo scisma meleziano
La condotta di Melezio fu tanto più riprovevole, in quanto la sua insubordinazione fu quella di uno che ricopriva un ufficio molto elevato. Epifanio di Salamina e Teodoreto affermavano che Melezio era di rango immediatamente inferiore a Pietro I di Alessandria, del quale era geloso e che, quando quest'ultimo fu costretto a fuggire ed a vivere in clandestinità a causa della persecuzione dei cristiani, stava cercando di prenderne il posto. Secondo Atanasio, non fu solo contro Pietro che Melezio mantenne le sue posizioni, ma anche contro i suoi immediati successori: Achilla ed Alessandro.
Confrontando le informazioni ricavate dagli scritti di Atanasio con quelle fornite dai documenti sopracitati, la data di inizio dello scisma meleziano può essere determinata con sufficiente precisione: sicuramente si può collocare durante l'episcopato di Pietro, che occupò la sede di Alessandria dal 300 al 311. Atanasio nella sua Epistola ad episcopos affermava che "i meleziani erano stati dichiarati scismatici più di cinquantacinque anni fa". Sfortunatamente la data di questa lettera è controversa: fu scritta nel 356 o nel 361. Tuttavia, Atanasio aggiungeva: "Gli ariani sono stati dichiarati eretici trentasei anni fa", vale a dire in occasione del Concilio di Nicea (325). Apparentemente, quindi, Atanasio scriveva nel 361. Se si tolgono cinquantacinque anni da questa data, per la condanna dello scisma si giunge al 306; poiché la persecuzione di Diocleziano fu più virulenta tra il 303 ed il 305, gli inizi dello scisma potrebbero essere collocati nel 304 o nel 305 stesso.
Epifanio, vescovo di Salamina in Cipro, nella sua opera (Haereses LXVIII) fornì un racconto circostanziato in contraddizione con quanto detto in precedenza. Secondo quest'ultimo, lo scisma sorse da un disaccordo tra Melezio e Pietro sulla ricezione di alcuni dei fedeli, particolarmente ecclesiastici che avevano abiurato la Fede durante la persecuzione. Questa versione, preferita da alcuni storici alle dichiarazioni di Atanasio, è stata superata dalla scoperta da parte del Maffei dei documenti citati in precedenza.
Come si spiega, allora, l'origine della versione riportata da Epifanio sembra fosse nata in questo modo: dopo la morte di Pietro, Melezio fu arrestato ed inviato alle miniere; durante il viaggio, si fermò ad Eleuteropoli, dove fondò una chiesa della sua setta; essendo Eleuteropoli la città natale di Epifanio, durante la sua infanzia, quest'ultimo venne sicuramente in contatto con i meleziani. Essi, naturalmente, rappresentavano in una luce più favorevole l'origine della loro setta e quindi la loro parziale e fuorviante versione fu successivamente inserita da Epifanio nella sua opera sulle eresie. Infine, i riferimenti allo scisma meleziano di Sozomeno e di Teodoreto di Cirro sono abbastanza in linea con i documenti scoperti a Verona e, più o meno, con gli scritti di Atanasio su questo stesso tema.
La soppressione dello scisma meleziano fu una delle tre importanti questioni che vennero discusse di fronte al Concilio di Nicea. Il decreto sulla questione si è conservato nella lettera sinodale indirizzata ai vescovi egiziani. Venne deciso che Melezio rimanesse nella città di Licopoli, ma senza poter esercitare l'autorità o il potere di ordinare, inoltre gli fu vietato di recarsi nei dintorni della città o di entrare in altre diocesi allo scopo di ordinare i suoi seguaci. Mantenne il suo titolo episcopale, ma gli ecclesiastici che aveva ordinato dovettero ricevere nuovamente l'imposizione delle mani, pertanto, le ordinazioni effettuate da Melezio erano considerata non valide. Nelle diocesi in cui furono trovati, coloro che erano stati ordinati da lui dovevano sempre dare la precedenza a quelli ordinati da Alessandro e non potevano fare nulla senza il consenso del vescovo. In caso di decesso di un vescovo o di un ecclesiastico non meleziano, la sede vacante poteva essere affidata ad un meleziano solo a condizione che ne fosse degno e che l'elezione popolare fosse ratificata da Alessandro. Quanto a Melezio stesso, in seguito fu privato delle sue prerogative episcopali a causa della sua abitudine di creare confusione ovunque. Queste misure, tuttavia, furono vane: i meleziani si unirono agli ariani diventando i peggiori nemici di Atanasio che, riferendosi a questa unione, affermò: "Volesse Dio che ciò non fosse mai accaduto".
Intorno al 325 i meleziani potevano contare, in Egitto, su ventinove vescovi, compreso Melezio. In particolare, ad Alessandria, c'erano quattro sacerdoti, tre diaconi ed un cappellano militare. La data della sua morte è ignota. Tuttavia nominò un suo amico, Giovanni, suo successore. Teodoreto parlava di monaci meleziani molto superstiziosi che praticavano l'uso ebraico delle abluzioni. La chiesa di Meleziano si estinse dopo la metà del V secolo.